# Проневская
Проневская — деревня в Тарногском районе Вологодской области.
Входит в состав Тарногского сельского поселения, с точки зрения административно-территориального деления — в Шевденицкий сельсовет.
Расстояние до районного центра Тарногского Городка по автодороге — 11 км. Ближайшие населённые пункты — Феофилатовская, Матвеевская, Афанасьевская.
По переписи 2002 года население — 67 человек (31 мужчина, 36 женщин). Преобладающая национальность — русские (97 %).